# Sudiți (gmina Gherăseni)
Sudiți – wieś w Rumunii, w okręgu Buzău, w gminie Gherăseni. W 2011 roku liczyła 544 mieszkańców.